# Sant Pardol
Saint-Pardoux és un municipi francès situat al departament del Puèi Domat i a la regió d'Alvèrnia-Roine-Alps. L'any 2007 tenia 404 habitants.

## Demografia

### Població
El 2007 la població de fet de Saint-Pardoux era de 404 persones. Hi havia 168 famílies de les quals 52 eren unipersonals (36 homes vivint sols i 16 dones vivint soles), 52 parelles sense fills, 52 parelles amb fills i 12 famílies monoparentals amb fills.
La població ha evolucionat segons el següent gràfic:
Habitants censats

### Habitatges
El 2007 hi havia 267 habitatges, 173 eren l'habitatge principal de la família, 50 eren segones residències i 44 estaven desocupats. 256 eren cases i 9 eren apartaments. Dels 173 habitatges principals, 143 estaven ocupats pels seus propietaris, 27 estaven llogats i ocupats pels llogaters i 3 estaven cedits a títol gratuït; 2 tenien dues cambres, 25 en tenien tres, 61 en tenien quatre i 85 en tenien cinc o més. 101 habitatges disposaven pel capbaix d'una plaça de pàrquing. A 84 habitatges hi havia un automòbil i a 77 n'hi havia dos o més.

### Piràmide de població
La piràmide de població per edats i sexe el 2009 era:
| Homes | Edats   | Dones |
| ----- | ------- | ----- |
| 0     | 95 o +  | 0     |
| 0     | 90 a 94 | 0     |
| 4     | 85 a 89 | 0     |
| 8     | 80 a 84 | 0     |
| 4     | 75 a 79 | 16    |
| 16    | 70 a 74 | 8     |
| 24    | 65 a 69 | 12    |
| 16    | 60 a 64 | 8     |
| 4     | 55 a 59 | 8     |
| 12    | 50 a 54 | 20    |
| 16    | 45 a 49 | 12    |
| 4     | 40 a 44 | 4     |
| 4     | 35 a 39 | 4     |
| 32    | 30 a 34 | 16    |
| 8     | 25 a 29 | 12    |
| 0     | 20 a 24 | 4     |
| 8     | 15 a 19 | 8     |
| 8     | 10 a 14 | 20    |
| 4     | 5 a 9   | 8     |
| 8     | 0 a 4   | 4     |

## Economia
El 2007 la població en edat de treballar era de 248 persones, 169 eren actives i 79 eren inactives. De les 169 persones actives 157 estaven ocupades (88 homes i 69 dones) i 12 estaven aturades (3 homes i 9 dones). De les 79 persones inactives 31 estaven jubilades, 24 estaven estudiant i 24 estaven classificades com a «altres inactius».

### Ingressos
El 2009 a Saint-Pardoux hi havia 186 unitats fiscals que integraven 430 persones, la mediana anual d'ingressos fiscals per persona era de 15.817 €.

### Activitats econòmiques
Dels 27 establiments que hi havia el 2007, 3 eren d'empreses alimentàries, 1 d'una empresa de fabricació d'altres productes industrials, 2 d'empreses de construcció, 6 d'empreses de comerç i reparació d'automòbils, 4 d'empreses de transport, 1 d'una empresa d'hostatgeria i restauració, 2 d'empreses immobiliàries, 2 d'empreses de serveis, 5 d'entitats de l'administració pública i 1 d'una empresa classificada com a «altres activitats de serveis».
Dels 5 establiments de servei als particulars que hi havia el 2009, 1 era una oficina de correu, 1 taller de reparació d'automòbils i de material agrícola, 1 guixaire pintor, 1 perruqueria i 1 veterinari.
Dels 4 establiments comercials que hi havia el 2009, 2 eren fleques, 1 una carnisseria i 1 una perfumeria.
L'any 2000 a Saint-Pardoux hi havia 22 explotacions agrícoles que ocupaven un total de 590 hectàrees.

## Equipaments sanitaris i escolars
L'únic equipament sanitari que hi havia el 2009 era una farmàcia.
El 2009 hi havia una escola elemental integrada dins d'un grup escolar amb les comunes properes formant una escola dispersa.

## Poblacions més properes
El següent diagrama mostra les poblacions més properes.